# Nuncjusze apostolscy w Kazachstanie
Nuncjusze apostolscy w Kazachstanie – Nuncjusze apostolscy w Kazachstanie są reprezentantami Stolicy Apostolskiej przy rządzie Kazachstanu. Powstała po nawiązaniu stosunków dyplomatycznych 17 października 1992.
Nuncjatura apostolska mieści się w Astanie przy ulicy Zielionaja Alleia 20. Nuncjusze w Kazachstanie są zazwyczaj akredytowani również w innych krajach Azji Środkowej – obecnie w Kirgistanie i Tadżykistanie.

## Nuncjusze apostolscy w Kazachstanie
| lp. | lata      | nuncjusz             | kraj pochodzenia |
| --- | --------- | -------------------- | ---------------- |
| 1   | 1994–2001 | Marian Oleś          | Polska           |
| 2   | 2002–2008 | Józef Wesołowski     | Polska           |
| 3   | 2008–2015 | Miguel Maury Buendía | Hiszpania        |
| 4   | 2016–2022 | Francis Chullikatt   | Indie            |
| 5   | od 2023   | George Panamthundil  | Indie            |

## Źródła zewnętrzne
- Strona nuncjatury w Kazachstanie. catholic-kazakhstan.org. [zarchiwizowane z tego adresu (2011-06-09)]. (pol.)
- Krótka nota na Catholic-Hierarchy (ang.)